# Eucalyptus griffithsii
Eucalyptus griffithsii är en myrtenväxtart som beskrevs av Joseph Henry Maiden. Eucalyptus griffithsii ingår i släktet Eucalyptus och familjen myrtenväxter. Inga underarter finns listade i Catalogue of Life.